# Тврђава Бродар
Тврђава Бродар је средњовјековни град у Републици Српској подигнут на бријегу, изнад десне обале Дрине и Лима у Бродару, општини Вишеград. Град је припадао српској племићкој породици Павловић. Спомиње се 29. септембра 1442. године у повељи Иваниша Павловића. Из Бродара се извозила оловна руда.

## Положај и одлике
Градска тврђава се налази на ушћу Лима у Дрину, гдје му се и данас виде остаци. Бродар је био према данас доступним подацима врло издуженог неправилног облика, чији су бедеми пратили ток теренских слојница. Дужина тврђаве у правцу сјеверозапад-југоисток износи неких 80 метара и ширине 12 метара. На сјеверозападном крају постоји кула. Обор утврђења је испреграђиван, а у унутрашњости тврђаве се виде темељи неколико зграда. Крај града се налазила варош на локалитету Варошишта. 
Тврђава је смјештена узводно од Вишеграда, на крашком гребену на литицама кањона ријеке Дрине, на њеној лијевој страни, код ушћа Лима у Дрину у Републици Српској, БиХ. На десној обали Дрине и Лима је брдо Бујак. Бродар је осигуравао пријелаз преко Дрине. У близини је насеље Варошиште које асоцира на његово подграђе. Бродар се спомиње 1442. године као посјед војводе Иваниша Павловића, где је сачињена једна његова повеља (на планини на Бујаку, према нашем граду Бродара). Подграђе Бродара споменуто је 1449. године (лат. sub locum dictum Brodar) у тужби усмјереној против Вукића Муржића, службеника Иваниша Павловића (лат. Vuchich Mursich officialem vauuode Iuanis Paulouich).
Нахија Бродар се спомиње од 1469. до 18. вијека. У Бродару је 1485. године био тимар вишеградског кадије.